# Predrag Milosavljević
Predrag Milosavljević (serbisch-kyrillisch Предраг Милосављевић; * 14. Oktober 1976) ist ein ehemaliger serbischer Eishockeyspieler, der vor allem für den HK Vojvodina Novi Sad spielte. Er wurde mit dem Klub mehrfach jugoslawischer Meister.

## Karriere
Predrag Milosavljević begann seine Karriere als Eishockeyspieler beim HK Vojvodina Novi Sad, für den er ab 1999 in der jugoslawischen Eishockeyliga spielte. Mit dem Klub aus seiner Geburtsstadt wurde er 2000, 2001, 2002 und 2003 jugoslawischer Meister. Daneben spielte er von 2001 bis 2003 mit dem Klub auch in der multinationalen Interliga. 2004 gewann er mit dem Klub die neugeschaffene serbisch-montenegrinische Meisterschaft und spielte auch in den Folgejahren mit dem Klub in der serbisch-montenegrinischen Liga, die sich seit der Abspaltung Montenegros Serbische Eishockeyliga nennt. Nachdem er die Spielzeit 2008/09 beim Lokalrivalen HK Novi Sad verbracht hatte, kehrte er zum HK Vojvodina zurück, wo er 2010 seine Karriere beendete.

### International
Milosavljević debütierte bei der C-Weltmeisterschaft 2000 international für die jugoslawische Nationalmannschaft. Nach der Umstellung auf das heutige Divisionensystem spielte er für Jugoslawien bei den Weltmeisterschaften 2001 und 2002 in der Division II. Anschließend war er dort 2004 und 2005 für Serbien und Montenegro aktiv. Nach der Abspaltung Montenegros stand schließlich 2007 und 2008 für Serbien ebenfalls in der Division II auf dem Eis.
Zudem nahm er für Serbien und Montenegro an der Qualifikation für die Olympischen Winterspiele in Turin 2006 und für Serbien an der Qualifikation für die Olympischen Winterspiele in Vancouver 2010 teil.

## Erfolge und Auszeichnungen
- 2000 Jugoslawischer Meister mit dem HK Vojvodina Novi Sad
- 2001 Jugoslawischer Meister mit dem HK Vojvodina Novi Sad
- 2002 Jugoslawischer Meister mit dem HK Vojvodina Novi Sad
- 2003 Jugoslawischer Meister mit dem HK Vojvodina Novi Sad
- 2004 Serbisch-montenegrinischer Meister mit dem HK Vojvodina Novi Sad